# Elke Naters
Elke Naters (* 1963 in München) ist eine deutsche Schriftstellerin. Sie gilt als Vertreterin der Popliteratur.

## Leben
Naters machte zunächst eine Schneiderlehre und studierte Kunst und Fotografie, ehe sie 1998 mit ihrem Debütroman Königinnen einen großen Erfolg landete. Ihre Romane beschäftigen sich mit Freundschaft und Liebe, mit zwischenmenschlichen Beziehungen und deren Scheitern. Häufig sind die Protagonisten Frauen. Naters hat zahlreiche Kurzhörspiele für die Reihe Wurfsendung des Deutschlandradio Kultur verfasst. Sie war mit dem Schriftsteller Sven Lager (1965–2021) verheiratet und lebte mit ihm und ihren zwei Kindern zeitweilig in Hermanus, Südafrika, später wieder in Berlin. Zusammen berieten sie dort Paare in der „School of Love“.

## Werke
- Königinnen. Köln 1998; 4. Aufl., dtv, München 2003, ISBN 3-423-20635-7.
- Lügen. Köln 1999; List, Berlin 2007, ISBN 978-3-548-60728-3.
- Mau Mau. Köln 2002; dtv, München 2004, ISBN 3-423-13196-9.
- G.L.A.M. Köln 2001; dtv, München 2003, ISBN 3-423-20603-9.
- the Buch – Leben am pool (hrsg. zusammen mit Sven Lager), KiWi, Köln 2001, ISBN 3-462-02993-2.
- Durst Hunger müde (zusammen mit Sven Lager), 2004, ISBN 3-462-03432-4.
- Justyna. Kiepenheuer und Witsch, Köln 2006, ISBN 978-3-462-03688-6.
- Was wir von der Liebe verstehen (zusammen mit Sven Lager), btb, 2008, ISBN 978-3-442-75212-6.
- Gebrauchsanweisung für Südafrika (zusammen mit Sven Lager), Piper, München/Zürich 2010, ISBN 978-3-492-27580-4.
- Später Regen. Kiepenheuer & Witsch, Köln 2012, ISBN 978-3-462-04461-4.